# Chile pasilla
El chile pasilla es un tipo de chile seco con la piel oscura y arrugada. Junto con el chile ancho/poblano y el guajillo, son los chiles secos más usado en la cocina mexicana. Se muele para hacer una amplia variedad de salsas, como la salsa borracha, así como moles y adobos, entre otros.
En su forma fresca se llama chilaca. Se cree que su nombre se debe a que, cuando se seca, se arruga como una uva pasa. En algunas regiones, como Michoacán o Baja California, también se lo conoce como chile negro y, en Veracruz, como chile prieto. No se debe confundir con el chile pasilla oaxaqueño, ni tampoco con el poblano o ancho, llamado «pasilla» en Colima.
Se cultiva chilaca/pasilla principalmente en Aguascalientes, Guanajuato, Jalisco, Nayarit, Oaxaca y Zacatecas.

## Descripción
Por lo general, mide de 15 a 20 cm de largo y de 2.5 a 4 cm de ancho, y es de color café negruzco. La chilaca puede medir hasta 22 cm de largo, y a menudo tiene una forma torcida que usualmente pierde durante el secado. Cambia su color de verde oscuro a marrón oscuro cuando está maduro.

## Usos culinarios
Se usa en la comida guatemalteca y mexicana, especialmente en sopas y salsas (tales como el mole en plátano en Guatemala o mole poblano en México). Se venden enteros o en polvo en México, Guatemala y  Estados Unidos. Es muy popular como ingrediente de muchas salsas, como la salsa borracha, en diferentes tipos de moles y adobos, y en varios guisos de res, cerdo y pollo. En rodajitas y frito, es acompañamiento clásico de la sopa de tortilla que se acostumbra mucho en la Ciudad de México. También funciona muy bien como chile relleno. En Oaxaca, para no confundirlo con el chile pasilla oaxaqueño, lo llaman pasilla de México, o pasilla mexicano.[cita requerida]